# Smalbladig sparris
Smalbladig sparris (Asparagus tenuifolius) är en art i familjen sparrisväxter och förekommer naturligt från södra Europa och österut till sydvästra Turkiet.

## Synonymer
Asparagus sylvaticus Waldst. & Kit.